# Музей вікінгів Лофотр
Музей вікінгів Лофотр (норв. Lofotr Viking Museum) - історичний музей, заснований на реконструкції та археологічних розкопках села вікінгів в Нур-Норзі на архіпелазі Лофотен в Норвегії. Музей розташований в селищі Борг біля Бестада в комуні Вествогей.
У музеї знаходяться повна реконструкція 83-метрового будинку вождя племені (найдовшого з коли-небудь знайдених в Норвегії), кузня, два кораблі, велика кількість інсценівок, спеціально призначених для залучення туристів у село часів вікінгів.
У вересні 2006 року було відкладено заплановане розширення музею через археологічної знахідки в 2000 році місць для приготування їжі.

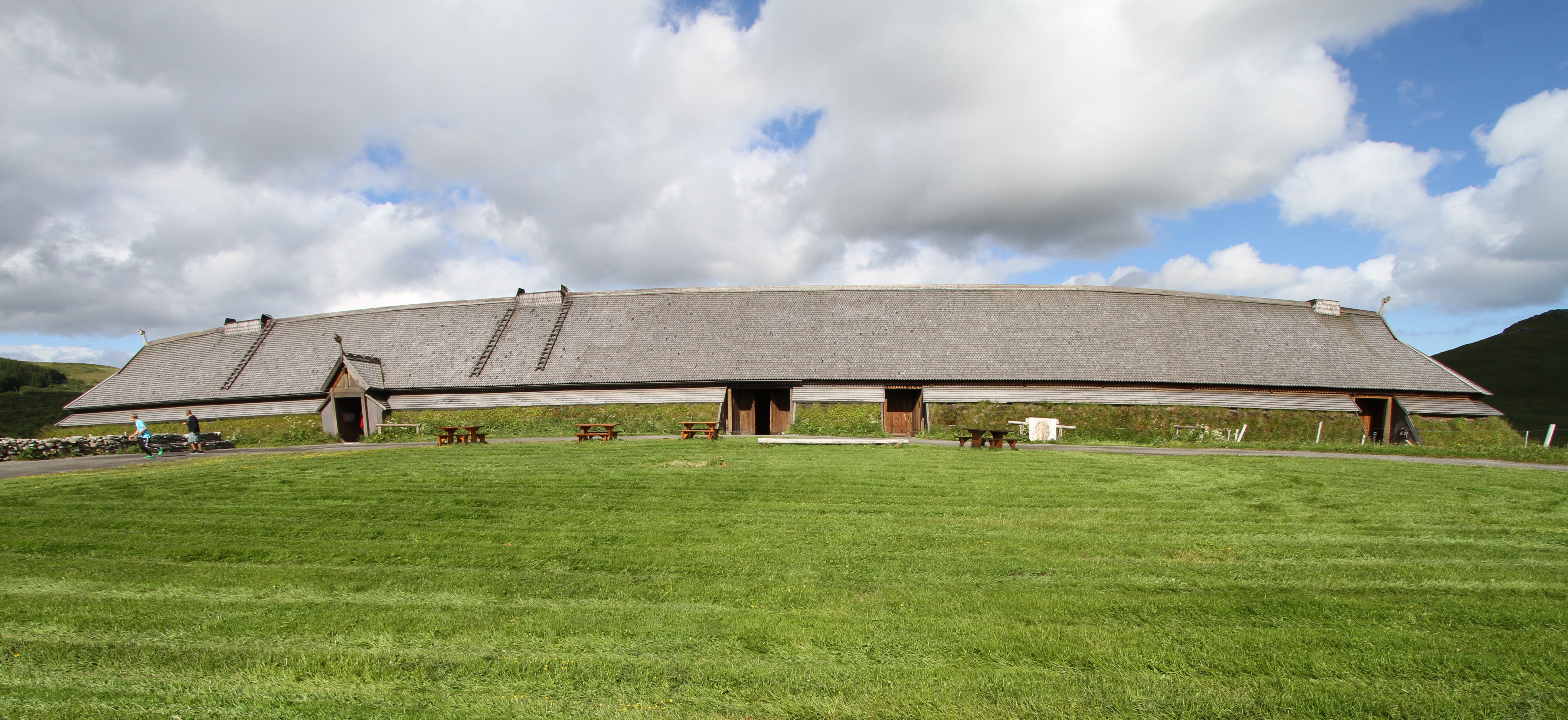
Вид на музей
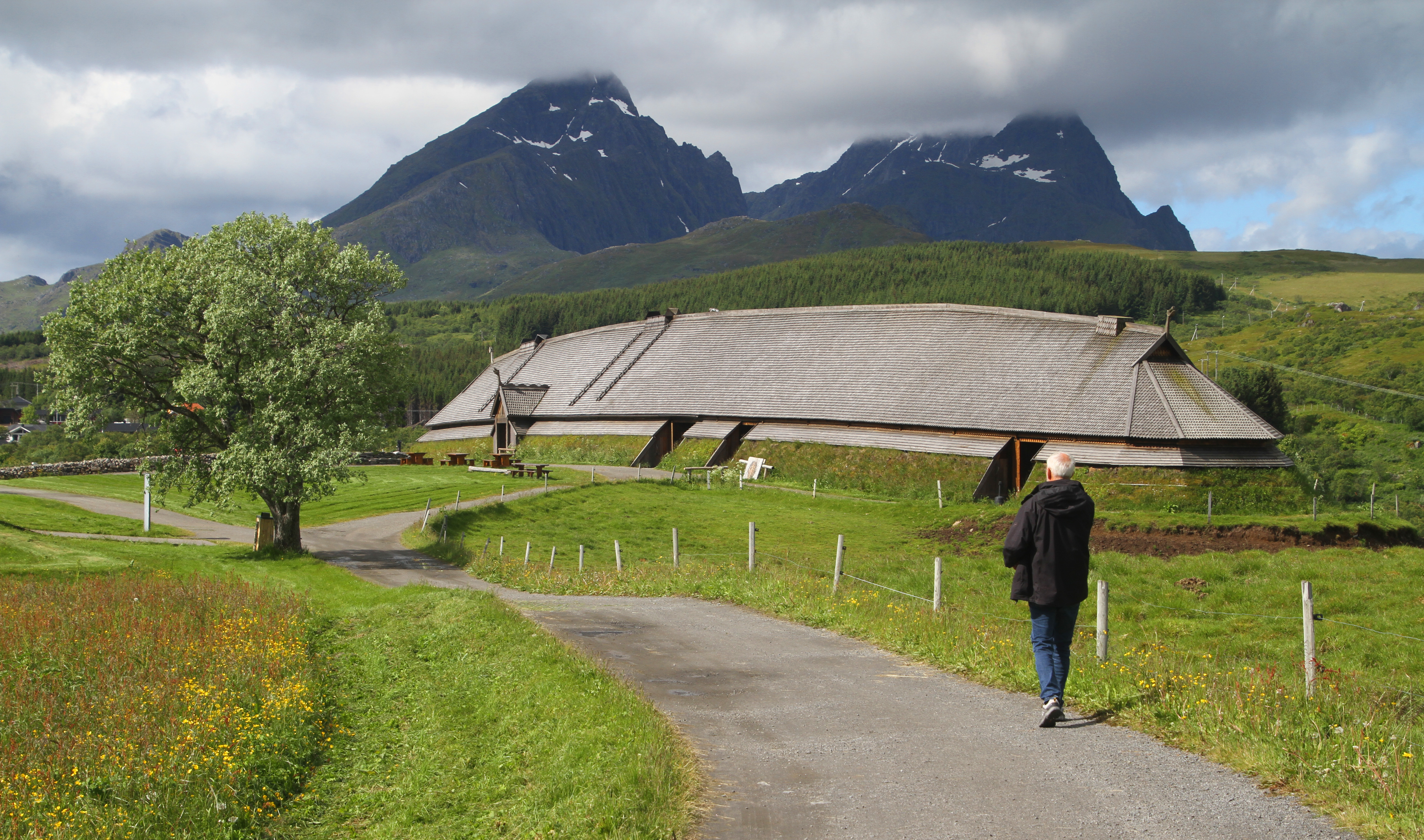
Реконструюваний будинок
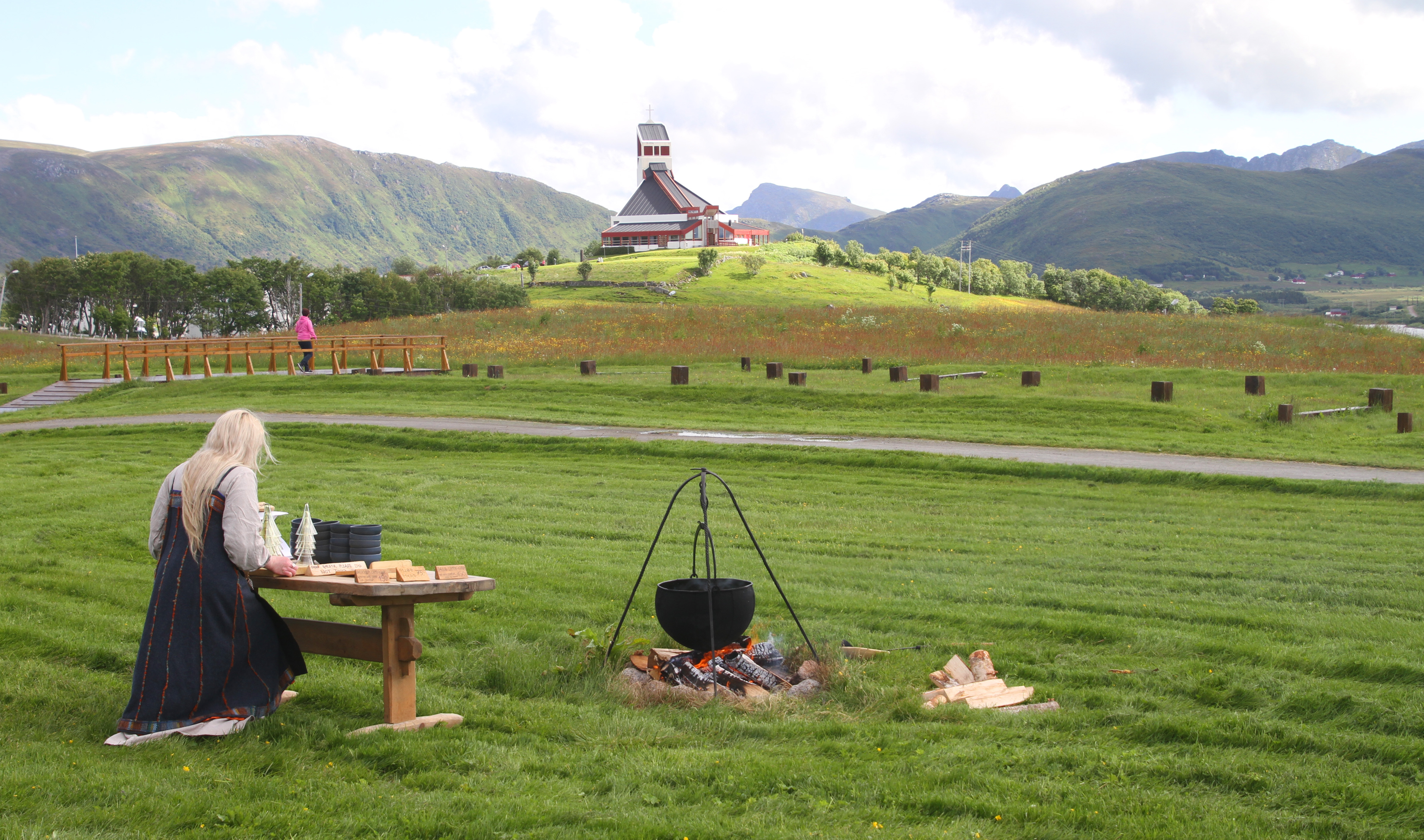
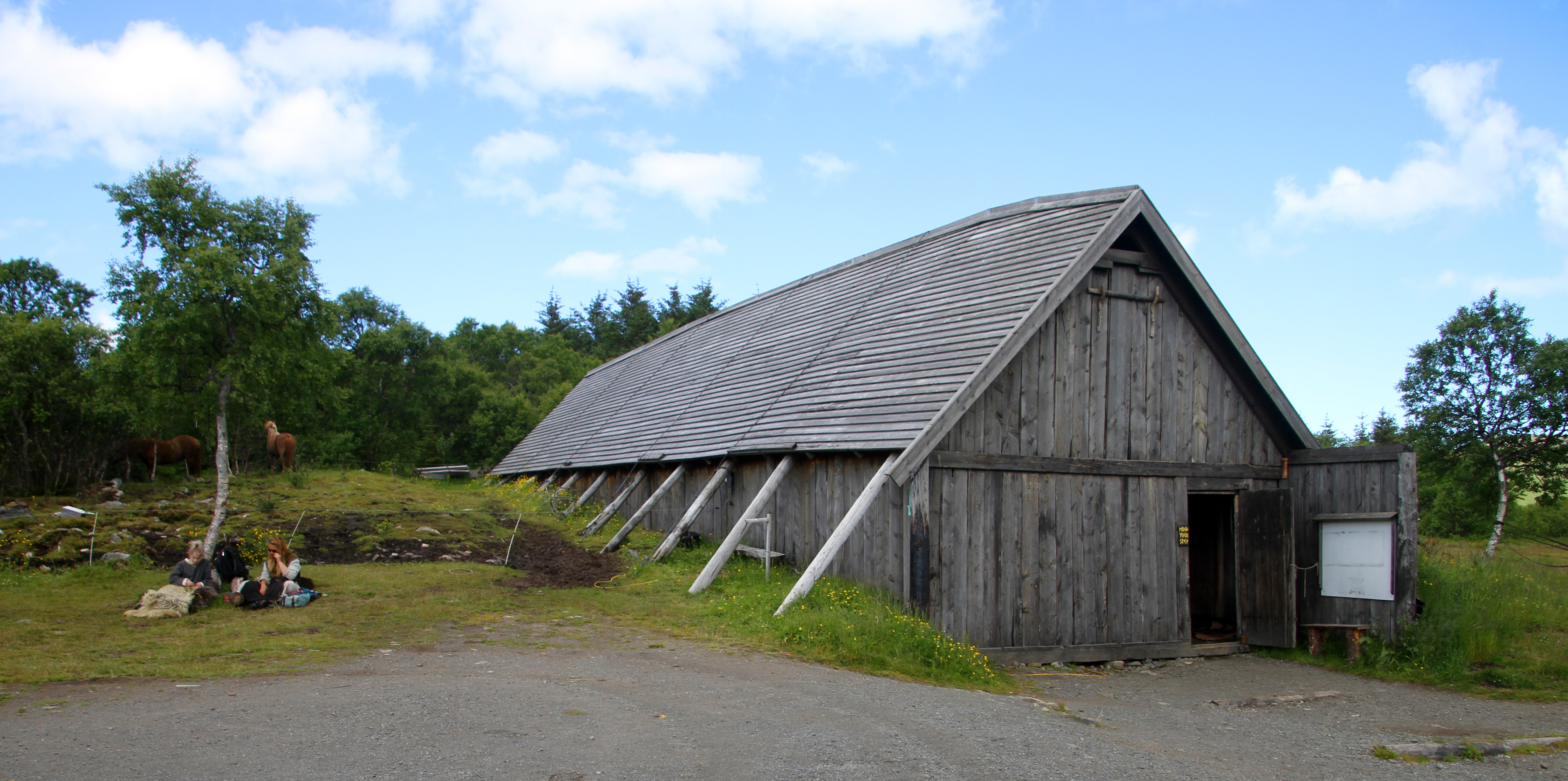
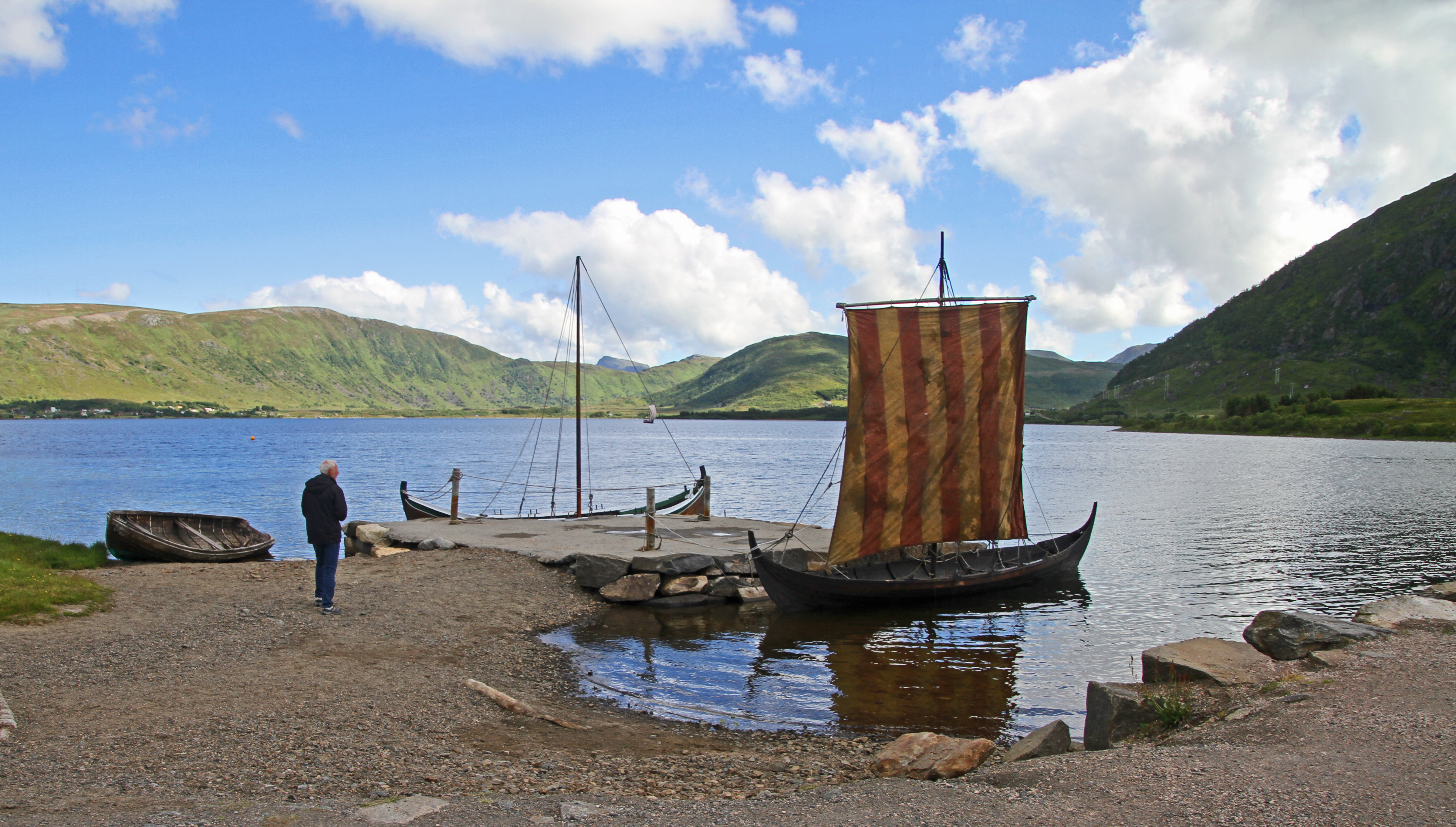
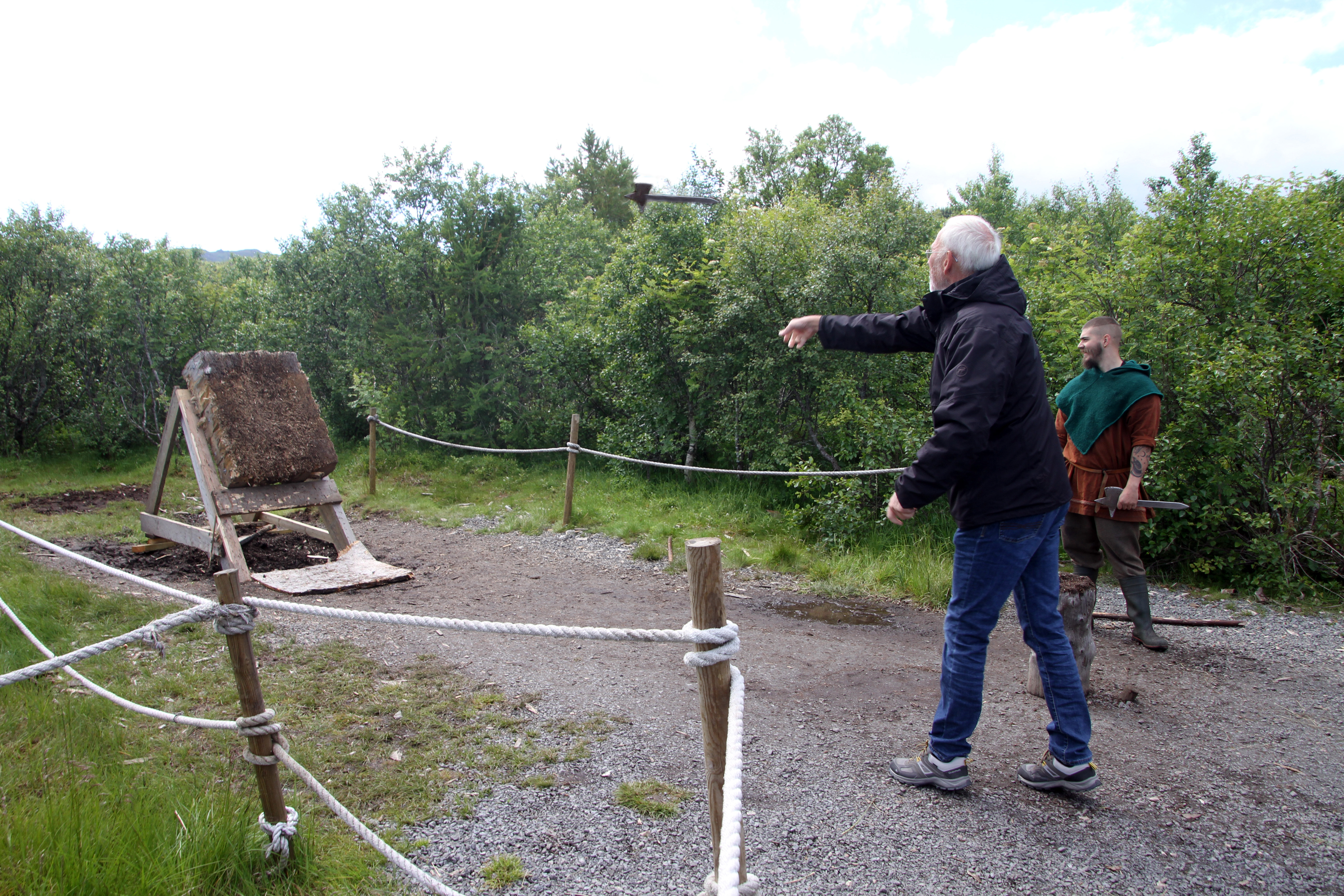